# Caesioscorpis theagenes
Caesioscorpis theagenes är en fiskart som beskrevs av Whitley, 1945. Caesioscorpis theagenes ingår i släktet Caesioscorpis och familjen havsabborrfiskar. Inga underarter finns listade.